# Édith Cresson
Édith Cresson z domu Campion (ur. 27 stycznia 1934 w Boulogne-Billancourt) – francuska polityk, ekonomistka i samorządowiec, działaczka Partii Socjalistycznej, parlamentarzystka i minister w kilku gabinetach. Od maja 1991 do kwietnia 1992 premier Francji, będąca pierwszą kobietą na tym stanowisku. W latach 1995–1999 członkini Komisji Europejskiej Jacques’a Santera, uznawana za główną osobę odpowiedzialną za przedterminową rezygnację tego gremium.

## Życiorys
Absolwentka szkoły biznesowej dla kobiet HEC JF w Paryżu, doktoryzowała się w zakresie demografii. Pracowała jako badaczka w instytucjach naukowych zajmujących się ekonomią.
W 1965 uczestniczyła w kampanii prezydenckiej François Mitterranda. W połowie lat 70. wstąpiła do Partii Socjalistycznej, była członkinią władz krajowych tego ugrupowania. Obejmowała różne stanowiska w administracji samorządowej – mera Thuré (1977–1983), radnej departamentu Vienne (1982–1998), mera Châtellerault (1983–1997) i zastępczyni mera tej miejscowości (1997–2008).
W pierwszych powszechnych wyborach europejskich w 1979 uzyskała mandat posłanki do Parlamentu Europejskiego, w którym zasiadała do 1981. W 1981 została wybrana do Zgromadzenia Narodowego VII kadencji, z powodzeniem ubiegała się o reelekcję w wyborach w 1986 i 1988.
W latach 1981–1986 i 1988–1990 wchodziła w skład socjalistycznych rządów, na czele których stali Pierre Mauroy, Laurent Fabius i Michel Rocard. Sprawowała urzędy ministra rolnictwa (od maja 1981 do marca 1983), ministra handlu zagranicznego i turystyki (od marca 1983 do lipca 1984), ministra przemysłu i handlu zagranicznego (od lipca 1984 do marca 1986) oraz ministra do spraw europejskich (od maja 1988 do października 1990). Po odejściu z rządu została prezesem koncernu Schneider Electric.
W maju 1991 powołana na stanowisko premiera francuskiego rządu. Została pierwszą kobietą na tej funkcji. Jednocześnie była krytykowana wielokrotnie m.in. za swoje publiczne wypowiedzi. M.in. homoseksualizm określiła jako marginalny problem bliższy krajom anglosaskim niż cywilizacji łacińskiej, a życie japońskich pracowników porównywała do życia mrówek. Wkrótce stała się najbardziej niepopularnym politykiem we Francji, po niespełna roku w kwietniu 1992 na urzędzie premiera zastąpił ją Pierre Bérégovoy.
W styczniu 1995 została członkinią Komisji Europejskiej kierowanej przez Jacques’a Santera. Odpowiadała za naukę, badania naukowe, zarządzanie zasobami ludzkimi, edukację i szkolenia zawodowe. W grudniu 1998 urzędnik europejski Paul van Buitenen przekazał informacje dotyczące przypadków korupcji, niegospodarności i nepotyzmu w KE, przy czym główne zarzuty odnosiły się do Édith Cresson. Wewnętrzne postępowanie wykazało w szczególności nieprawidłowości w zarządzaniu podległym jej programem szkoleń zawodowych, co doprowadziło do znacznych strat finansowych. Ujawniono również, że na stanowisku doradcy zatrudniła swojego prywatnego dentystę z naruszeniem obowiązujących procedur. Édith Cresson odmówiła złożenia rezygnacji, co doprowadziło do ustąpienia całej KE. Pozostała w jej składzie, tymczasowo kierowanym przez Manuela Marína, do końca funkcjonowania tego gremium, tj. do września 1999.
W 2004 belgijski sąd umorzył prowadzonego wobec niej postępowanie karne wszczęte w związku z ujawnionymi nieprawidłowościami. Komisja Europejska pozwała ją natomiast przed Trybunał Sprawiedliwości, który w 2006 potwierdził, że naruszyła ciążące na niej obowiązki komisarza przy zatrudnieniu doradcy, a jednocześnie odstąpił od nakładania na nią innych sankcji.
W 2001 została prezesem fundacji działającej w branży edukacyjnej, a w 2008 doradcą agencji rozwoju i innowacji ADIT.

## Skład rządu Édith Cresson
- premier: Édith Cresson[7]
- minister stanu, minister edukacji narodowej: Lionel Jospin
- minister stanu, minister gospodarki, finansów i budżetu: Pierre Bérégovoy
- minister stanu, minister spraw zagranicznych: Roland Dumas
- minister stanu, minister służb publicznych i modernizacji administracji: Jean-Pierre Soisson (do marca 1992)
- minister stanu, minister spraw miejskich: Michel Delebarre
- minister sprawiedliwości: Henri Nallet
- minister obrony: Pierre Joxe
- minister spraw wewnętrznych: Philippe Marchand
- minister kultury i komunikacji: Jack Lang
- minister rolnictwa i leśnictwa: Louis Mermaz
- minister spraw społecznych i integracji: Jean-Louis Bianco
- minister pracy, zatrudnienia i kształcenia zawodowego: Martine Aubry
- minister mieszkalnictwa i transportu: Paul Quilès
- minister współpracy i rozwoju: Edwige Avice
- minister departamentów i terytoriów zamorskich: Louis Le Pensec
- minister badań naukowych i technologii: Hubert Curien
- minister ds. kontaktów z parlamentem: Jean Poperen
- minister ds. młodzieży i sportu: Frédérique Bredin
- minister środowiska: Brice Lalonde
- ministrowie delegowani (ministres délégués): Michel Charasse, Dominique Strauss-Kahn, François Doubin, Jean-Marie Rausch, Élisabeth Guigou, Catherine Tasca, Michel Sapin, Georges Kiejman, Bruno Durieux, Jean-Michel Baylet

## Odznaczenia
Odznaczona Legią Honorową klasy V (1991) i IV (2013), a także z urzędu Krzyżem Wielkim Orderu Narodowego Zasługi (1991).